# Csekonics Endre (1846–1929)
Zsombolyai és janovai gróf Csekonics Endre (Borsodivánka, 1846. szeptember 13. – Budapest, 1929. február 21.) királyi főasztalnokmester, a Nagykikinda-Nagybecskereki Vasúttársaság igazgatója, a magyarországi vöröskereszt-egyesület elnöke, politikus.

## Élete
Zsombolyai és janovai gróf Csekonics János és kisfaludi bárónő Lipthay Leona első gyermekeként született. Jogi és mezőgazdasági tanulmányokat folytatott. Fiatalabb éveiben Európa, Afrika és Ázsia jelentős részét beutazta, majd Torontál és Veszprém vármegyei birtokain virágzó gazdaságokat hozott létre. Mint zsombolyai nagybirtokos és Torontál vármegye virilistája szerepelni szokott e vármegye gazdasági és politikai életében. A zsombolyai uradalom Endre uralkodásának idejében volt a legnagyobb, 40 000 kataszteri holdon terült el. Ennek oka a Roggendorf birtokrész megvásárlása 1891-ben. 1 kataszteri hold = 0,67 ha (hektár). Csekonics József levelezéseiről már 1780-ban lehetett következtetni, ugyanis az állammal egyezkedett az uradalom megvásárlásáról. 1790-ben tehát bérbe vette Csekonics József az uradalmat 20 évre azzal az indokkal, hogy ha elmúlik ez az idő, akkor már örökre az ő birtokában lesz. Endre türelmetlenségének köszönve már 1800-ban megvásárolta a zsombolyai uradalmat. 

Jótékonysága öröklődött nagyapjától (Csekonics Józseftől) és apjától (Csekonics Jánostól), Endre a népet rengetegszer segítette ki az idők során. Ennek jutalmával grófi rangra emeltették. Endrének köszönhetően kapták meg a zsombolyai uradalom legelső templomát, ugyanis a nemeseknek kötelező volt templomokat emeltetni. Így Endre 1885-ben a janovai püspöktől kapta meg a Szent Gergely Rend Nagykeresztjét ,Mária Radnán.
Csekonics Endre eléggé nagy testalkattal rendelkezett, idős korában 130 kilogramm körüli volt a testsúlya.
Mellékfoglalkozásaként Endre nagyon szeretett vadászni. A vadászatot soha nem hagyta abba, nem szünetelt. Még a hideg, téli időben is ment unokájával, ifj,Csekonics Endrével vadászni. Ekkor egy incidens érte őket, unokájának volt az a vicce, hogy még épp jó, hogy a gyermek esett Endrére nem pedig fordítva mert a fiú palacsinta lett volna. A Fácányos erdőben (260 hektáros terület) folyt 1898-ban a Csekonics Endre által megszervezett négynapos vadászat. E négynapos vadászaton Endre és a vadászok zöme szinte 7-8 ezer nyulat, illetve rengeteg fácánt vadászott. Torontál vármegyében a legritkább domborzati egység mái napig az erdők, nagyon kevés van belőlük. A Fácányos erdő szélén egy vadászkunyhó volt, ez is szintén Csekonics Endre birtokában.

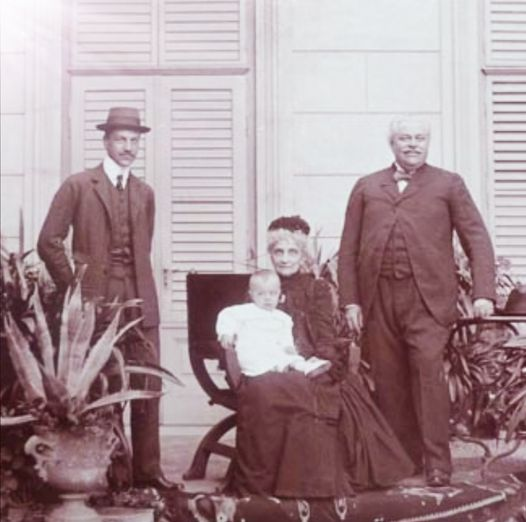
A Csekonics család Zsombolyán

Csekonics Endre szinte rengeteg áldozatot tett a zsombolyai uradalomért, unokája, ifj. Csekonics Endre visszaemlékezéseiből tudjuk csak meg, hogy az idős gróf még szökőkutakat és építtetett Zsombolyán. A szökőkutakat most is megtudjuk tekinteni, ma már csak a maradványai maradtak meg.
Endre nagymértékben kastélyokat is vásárolt, az ő nevéhez fűződik a Károlyi-Csekonics kastély Budapesten, a Csitó kastély Zsombolya területén, a Belső kastély (említjük téli rezidenciának illetve régi kastélynak) építtetése. Endrének volt egy tűzeset az egyik kastélyában 1889-ben. Az emlékiratokból sajnos még mindig nem tudjuk kideríteni, hogy a tűzeset a Csitó kastélyban vagy a Belső kastélyban tört ki. Amit kiderítettek, hogy a kár 35-40 ezer forintnyi költségre jött ki, ami akkoriban a XIX. században még nagy mennyiségű pénzösszeg volt. Csekonics Endrét választották meg még egy egészségügyi egyesület elnökének is. Az egyesület tagja: Vöröskereszt, mai napig fennáll ez az egészségügyi egyesület.
Endre leginkább az életben a politikában és a vadászatban látta a fény útját. Fiai közül Iván, Pál és Sándor is apja példáját követték, ők is politikusok voltak.
A XIX. században egy híres festő lefestette Csekonics Endrét, és a Millenniumi hódolat című nevet adta a portrénak. A festményt a híres Benzúr Gyula festette, akit manapság úgy is említhetünk, mint a ,,főrangú világ arcképzőjének''.
Endre aggodalmaskodása szinte hihetetlen volt, minden kis balesetnél külföldre vitte a fiait a kórházakba, Egyik fiát kis sérülés érte, ámbár Csekonics Endre már tevékenykedett is és a fiút Zsombolyáról Párizsba az Orient Expressen keresztül utazgatta. A fiú gyógyultan tért haza. A kis incidens oka az volt, hogy egy juhász kutyája megharapta a fiút.
Csekonics Endre egyik dokumentumából tudjuk meg, hogy aláírta, hogy halála után legidősebb fia, Csekonics Sándor vezesse az uradalmat. Sándor volt az utolsó, aki vezette a zsombolyai uradalmat. Endre a Csitó kastélyban lévő 6000 kötetből álló könyvtárát a gyermekeire bízták, viszont a gyermekei elárverezték a könyvtárat a két világháború között.
Csekonics Endre az igazi nagy pókerezősek bandájába tartozott, unokája úgy említette emlékiratában, hogy Csekonics Endre szinte egy éjszaka alatt elkártyázta egy évi uradalmát. Fia, Gyula az apjára hasonlított. Csekonics Gyula sajnos 1918-ban egy éjszaka alatt elkártyázta a Csekonicsok anyagi állapotát. Mikor ezt apja, Endre meghallotta, egy pár napig az ágyában feküdt mert stresszben volt, és utána nem volt más lehetőségük, minthogy eladják a Roggendorf nevezetű birtokrészt. Így a család visszaszerezte a pénzét és még egy pár napra rá vissza is fizették annak a személynek aki megnyerte a kártyázást.
Ami Endrét illeti, az a megosztása volt a legfontosabb és a jólelkűsége. Egyik évben Baden-Badenból vett egy Opel Taxit, ugyanis ezt nem magának vette, hanem ezzel jutalmazta meg a zsombolyai uradalom jogászigazgatóját.
Csekonics Endrének két leány testvére volt, Margit és Ágota. Ágota volt az első gyermekük aki 1840-ben született és 4 éves korában fiatalon 1844-ben hunyt el. Templomot is emeltek az ő megemlékezésére, pontosabban a magyarcsernyei templomot 1844-ben.  Margit és Endre azonban már megérték az öregkort.

Csekonics Endrét nagy vadászként is ismerték, halála után a vadászpuskája ,,vándorútra'' kelt, ugyanis legelőször egy német család vitte el, a Neuhausenok, utána a Göringek szállítandó kincsei közé került, később Titó titkosrendőrségének tagja kaparintotta meg. Ezután a fegyvert eladták 2 pár ökörért és mái napig a Subotic család birtokában találhatjuk meg.
Nagy áldozatkészséget tanúsított a szegedi árvíz idején a károsultakkal szemben. Később a Nagykikinda-Nagybecskereki Vasúttársaság igazgatójává nevezték ki. A Magyar Szent Korona Országainak vöröskereszt-egyesületének elnöke 1891-től 1918-ig, majd amikor az egyesületet újjászervezték, ismét elnökölt 1921-től, azonban 1923-ban korára való tekintettel lemondott e tisztéről.
Nagy áldozatkészséget tanúsított a szegedi árvíz idején a károsultakkal szemben. Később a Nagykikinda-Nagybecskereki Vasúttársaság igazgatójává nevezték ki. A Magyar Szent Korona Országainak vöröskereszt-egyesületének elnöke 1891-től 1918-ig, majd amikor az egyesületet újjászervezték, ismét elnökölt 1921-től, azonban 1923-ban korára való tekintettel lemondott e tisztéről.
Érdemei elismeréséül 1892-ben valóságos belső titkos tanácsosi címet, 1895-ben a maltanus nagykeresztet, 1898-ban a Ferenc József-Rend nagykeresztjét 1916-ban pedig a Szent István rend középkeresztjét és az I. oszt. vaskoronarendet kapta.
1898-tól királyi főasztalnokmester, s e minőségében a főrendiház, majd a felsőház tagja 1927-től 1929-ig. Az I. világháború után, mikor a trianoni béke következtében Magyarországtól elcsatolták többek között Zsombolyát is, kényszerűségből enyingi birtokára költözött, ott gazdálkodott. Apja Csekonics János és anyja Lipthay Leona (kisfaludi bárónő) volt.

## Családja
1869. október 13-án feleségül vette a régi főnemesi családból származó cziráki és dénesfai gróf Cziráky Konstanciát (1847-1922), Cziráky János leányát, akitől öt gyermeke született:
- Andrea Mária Leona Johanna (Pest, 1870. december 27. – Budapest, 1929. február 21.), aki feleségül ment sárvár-felsővidéki gróf Széchényi Andor Pálhoz (1864-1943)
- Sándor Mária János Lajos (Zsombolya, 1872. augusztus 25. – 1952.), politikus, aki feleségül vette vajai báró Vay Margitot (1876-1941)
- Pál Mária István (Budapest, 1873. október 1. - ?) a felsőház tagja
- Gyula Mária Antal Ágoston József (Zsombolya, 1875. január 2. – 1957.), aki politizált és vezető szerepet vitt a magyar lóverseny-ügy terén; felesége beodrai gróf Karátsonyi Margit (1884-1960)
- Iván Mária Keresztély János Endre (Zsombolya, 1876. december 31. – 1951.), politikus, diplomata, varsói magyar nagykövet